# Gerhard Marcks
Gerhard Marcks (18. února 1889, Berlín, Německo – 13. listopadu 1981, Burgbrohl, Německo) byl německý sochař. Krom soch tvořil i kresby, dřevořezy, litografie a keramiku. V roce 1937 byla jeho díla spolu s mnoha dalšími vystavena na výstavě Entartete Kunst v Mnichově.

## Život

### Mládí
Narodil se v Berlíně, kde od 18 let pracoval jako učeň sochaře Richarda Scheibeho. V roce 1914 se oženil s Marií Schmidtleinovou, s níž vychoval celkem šest dětí. Během první světové války sloužil v německé armádě, což vedlo k dlouhodobým zdravotním problémům.
Marcks byl členem (mj. spolu s Schiebem, s architektem Walter Gropiem a s malířem Lyonelem Feiningerem) dvou politických skupin spojených s uměním: Listopadové skupiny (Novembergruppe) a Pracovní rady pro umění (Arbeitsrat für Kunst. Byl také spojený se skupinou Deutscher Werkbund (Svaz německého díla), jejíž byl Gropius zakládajícím členem.

### Bauhaus
V 1919, když Gropius založil ve Výmaru Bauhaus, byl Marcks byl jeden z prvních tří najatých členů fakulty (spolu s Feiningerem a Johannesem Ittenem); konkrétně byl jmenován Formmeisterem (Mistrem formy) školní keramické dílny, která byla umístěna v blízkém Dornburgu.
Dříve Marcks dělal modely pro sérii zvířecích soch, které byly následně reprodukovány čínskou porcelánkou. Jeho zájem o zvířecí formy se odráží v dílech, které vytvořil pro své první portfolio v Bauhausu (Neue Europaeische Graphik I), jako jsou dřevoryty Die Katzen (Kočky) a Die Eule (Sova). Časem se místo toho zaměřil na lidskou postavu a toto téma mu vydrželo po zbytek života.

### Pozdější kariéra
V září 1925 se Bauhaus přesunul do Desavy a keramická dílna byla zrušena. Marcks se místo toho přesunul do školy užitého umění na hradě Giebichenstein u Halle. Po smrti jejího ředitele Paula Thierscha byl Marcks jmenován na jeho místo, jež zastával až do svého propuštění v roce 1933. Byl vyhozen, neboť jeho práce byla nacisty považována za nevhodnou. Několik jeho prací pak bylo v roce 1937 spolu s pracemi řady dalších umělců z Bauhausu vystaveno na výstavě Entartete Kunst v Mnichově.
I přes tyto perzekuce žil Marcks dál v Německu, druhou světovou válku prožil v Meklenbursku. Roku 1937 bylo nacisty zabaveno a zničeno dvacet čtyři jeho děl, jemu pak bylo zakázáno vystavovat a vyhrožováno zákazem práce. Během tohoto období podnikl několik výletů do Itálie, kde pracoval ve Villa Romana ve Florencii a ve Villa Massimo v Římě. V 1943 bylo během jednoho z náletů na Berlín zničeno mnoho prací v jeho tamějším ateliéru.
Po druhé světové válce se Marcks stal profesorem sochařství na oblastní umělecké škole v Hamburku (dnes Hochschule für bildende Künste Hamburg). Zde učil čtyři roky, pak odešel do Kolína. Navrhoval také památníky pro vojenské i civilní oběti války.
Gerhard Marcks zemřel 13. listopadu 1981 v Burgbrohlu ve spolkové zemi Porýní-Falc.

## Odkaz
V září 1971 bylo v Brémách otevřeno muzeum Gerhard Marcks Haus, v němž je umístěna stálá expozice jeho děl. Celkem se zde nachází na 12 tisíc jeho skic a přípravných náčrtků, 900 tisků a všech 350 jeho soch.

## Galerie

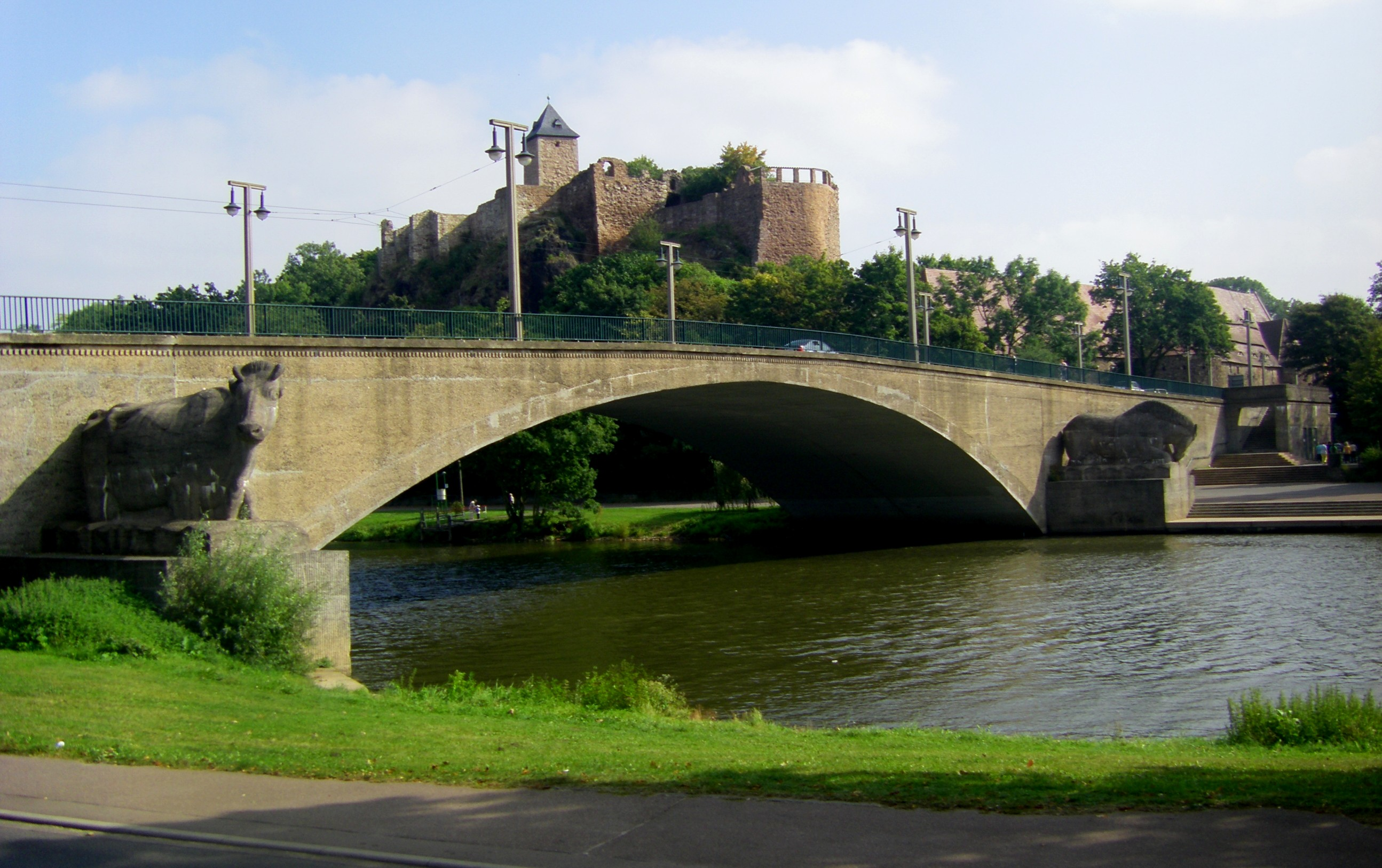
Rind und Pferd  (1928)
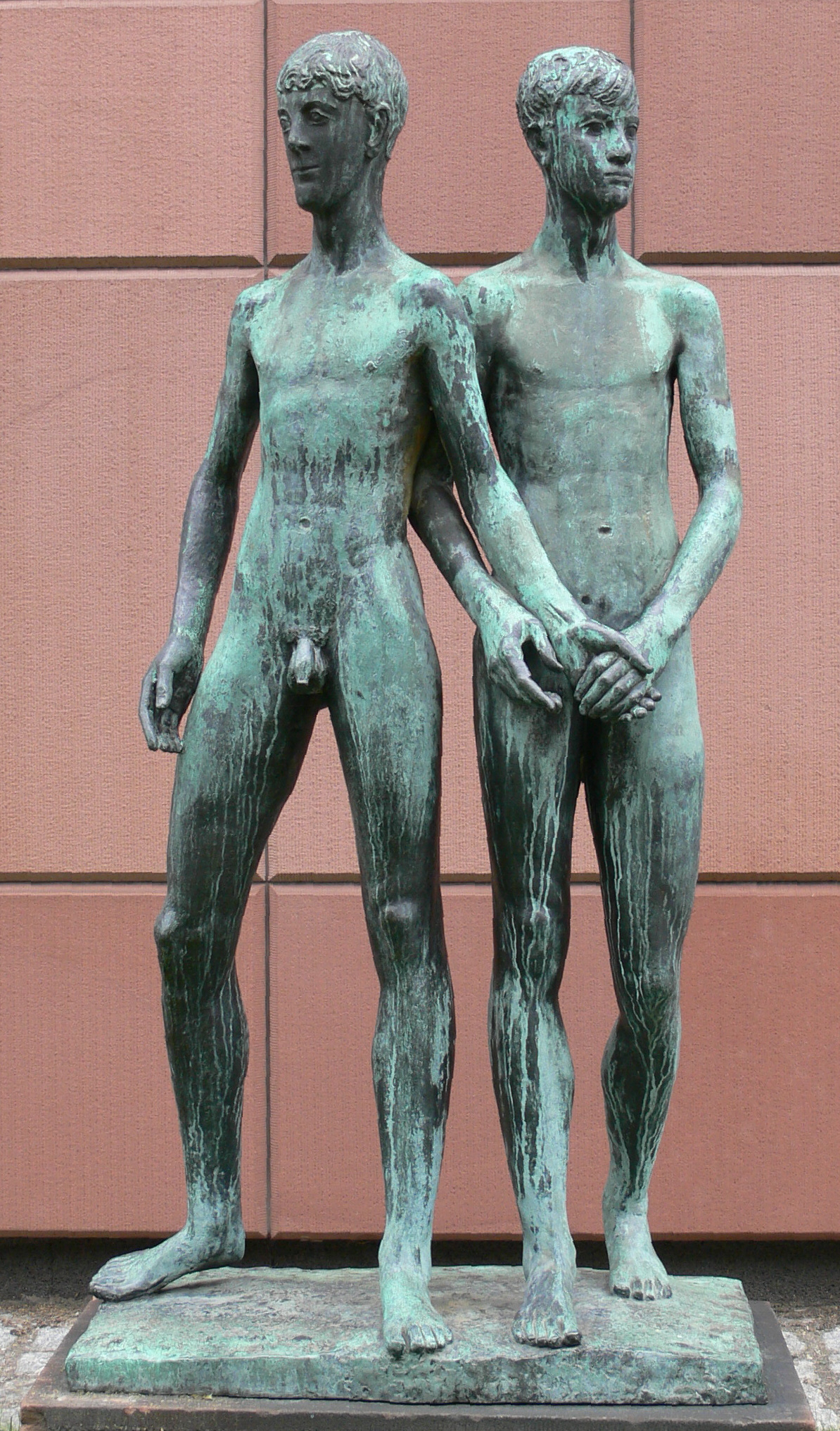
Zwei Freunde (1936)
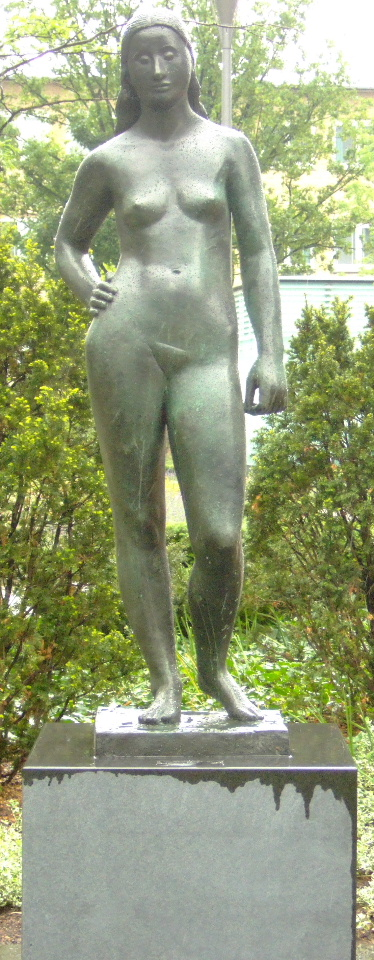
Freya (1950)
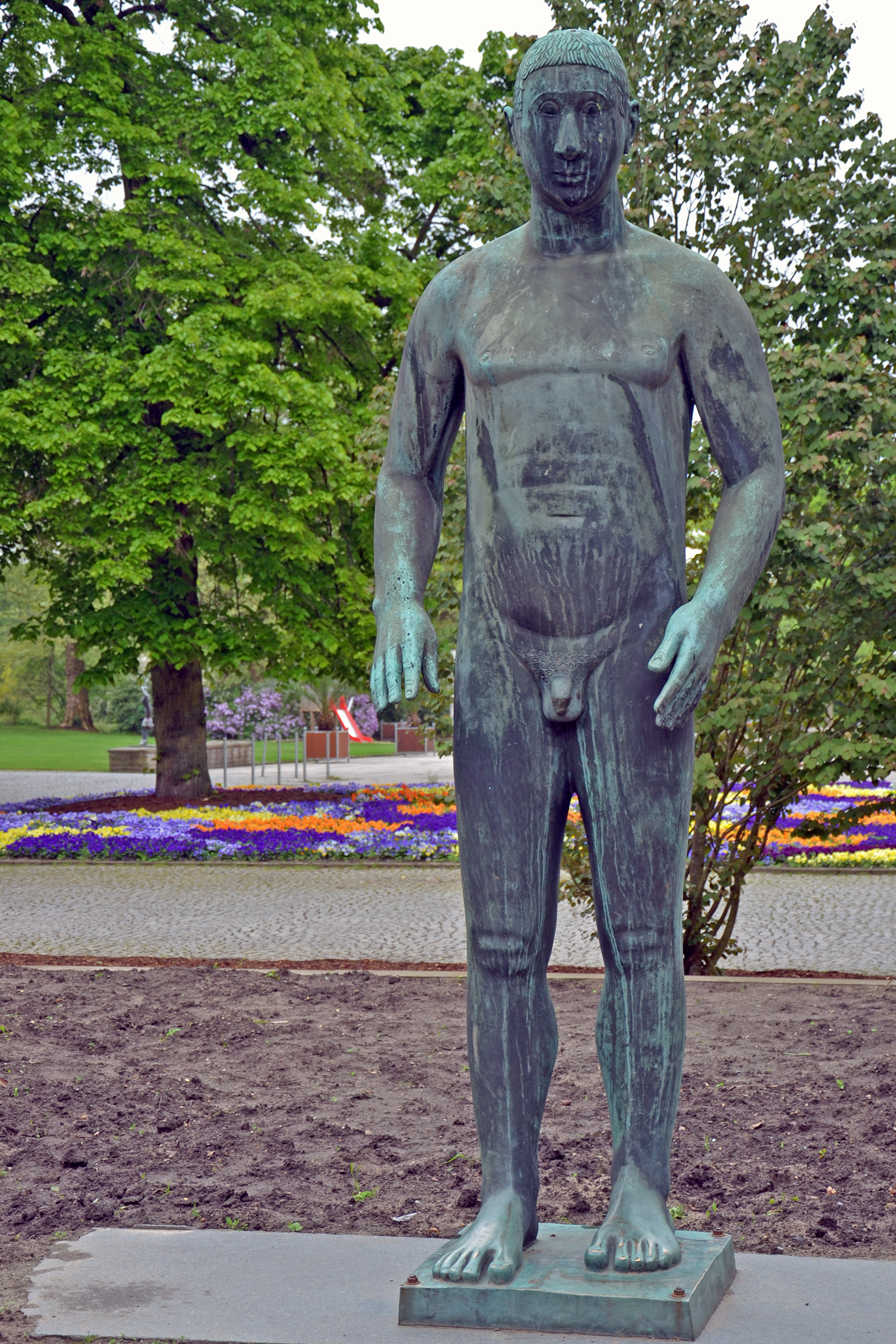
Großer Adam, Grugapark v Essenu (1953)
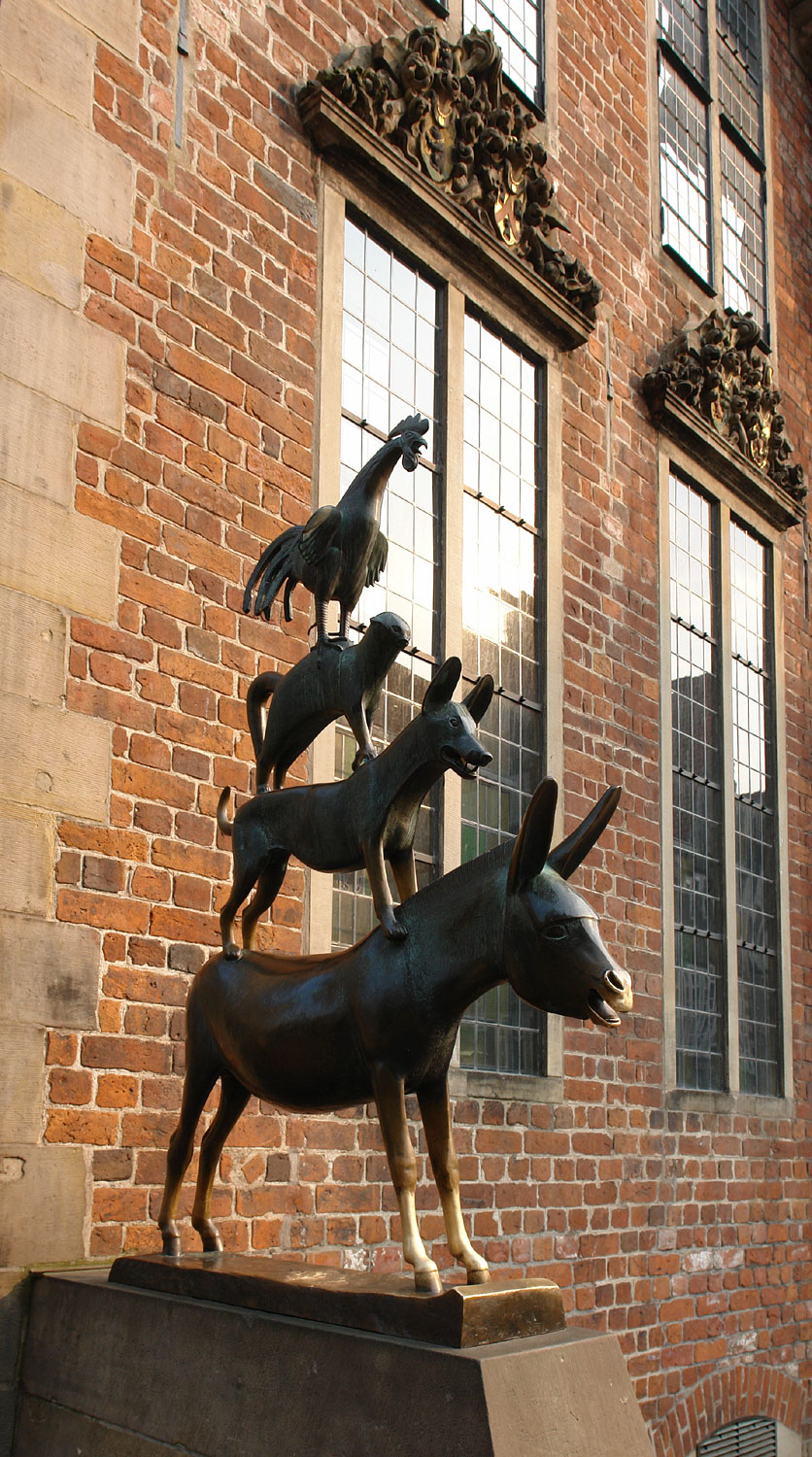
Die Bremer Stadtmusikanten (1953)
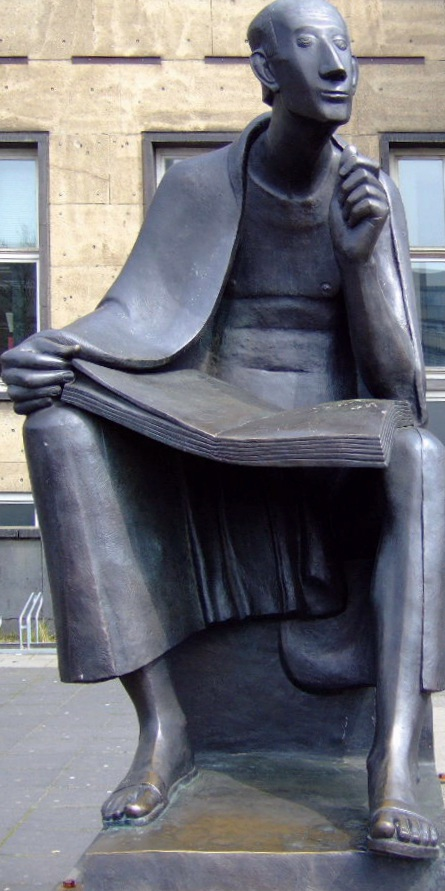
Albertus Magnus (1956)
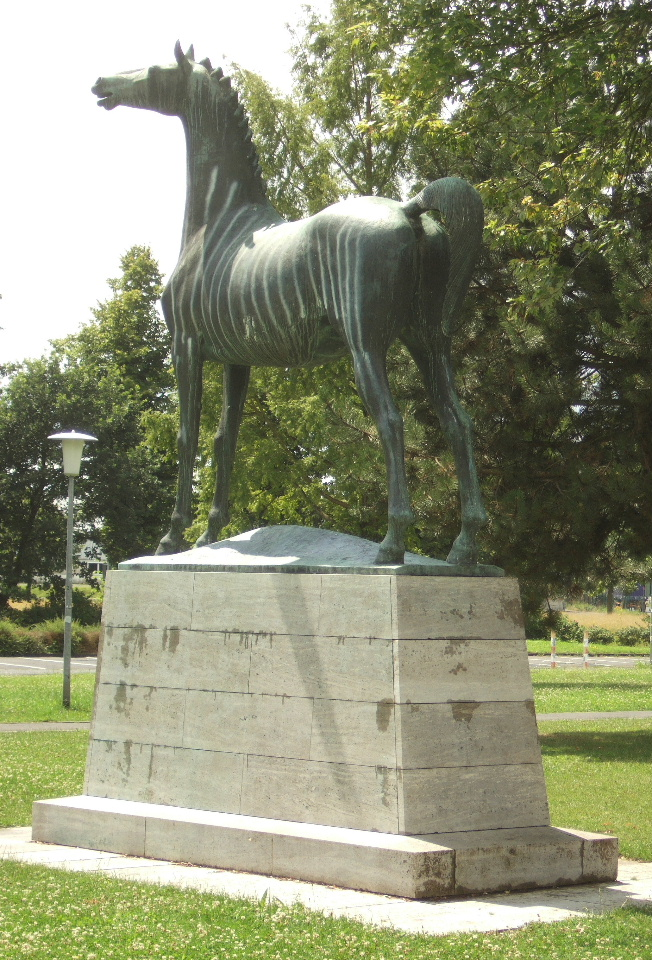
Wiehernder Hengst (1961)
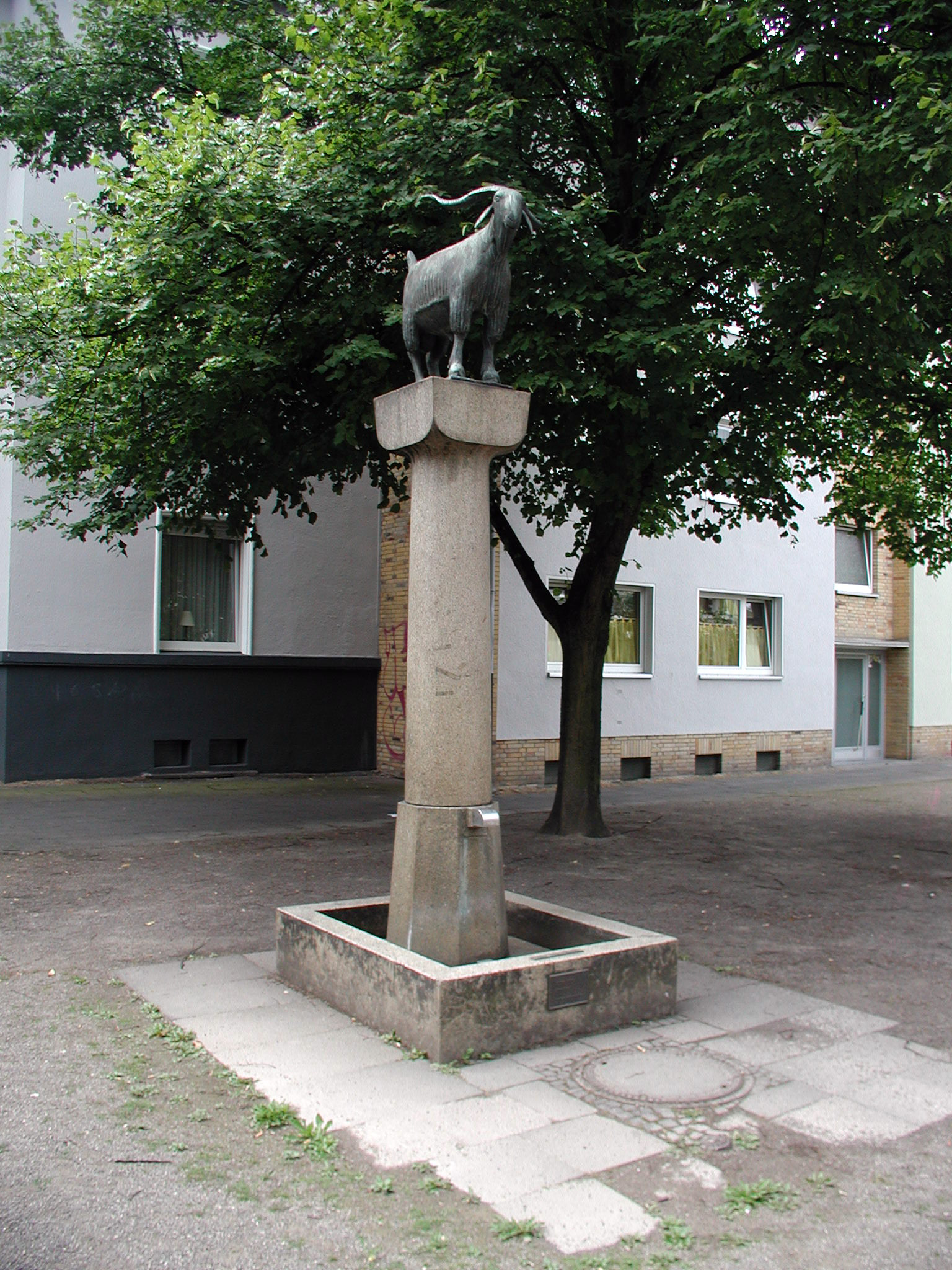
Düxer Bock (1963)
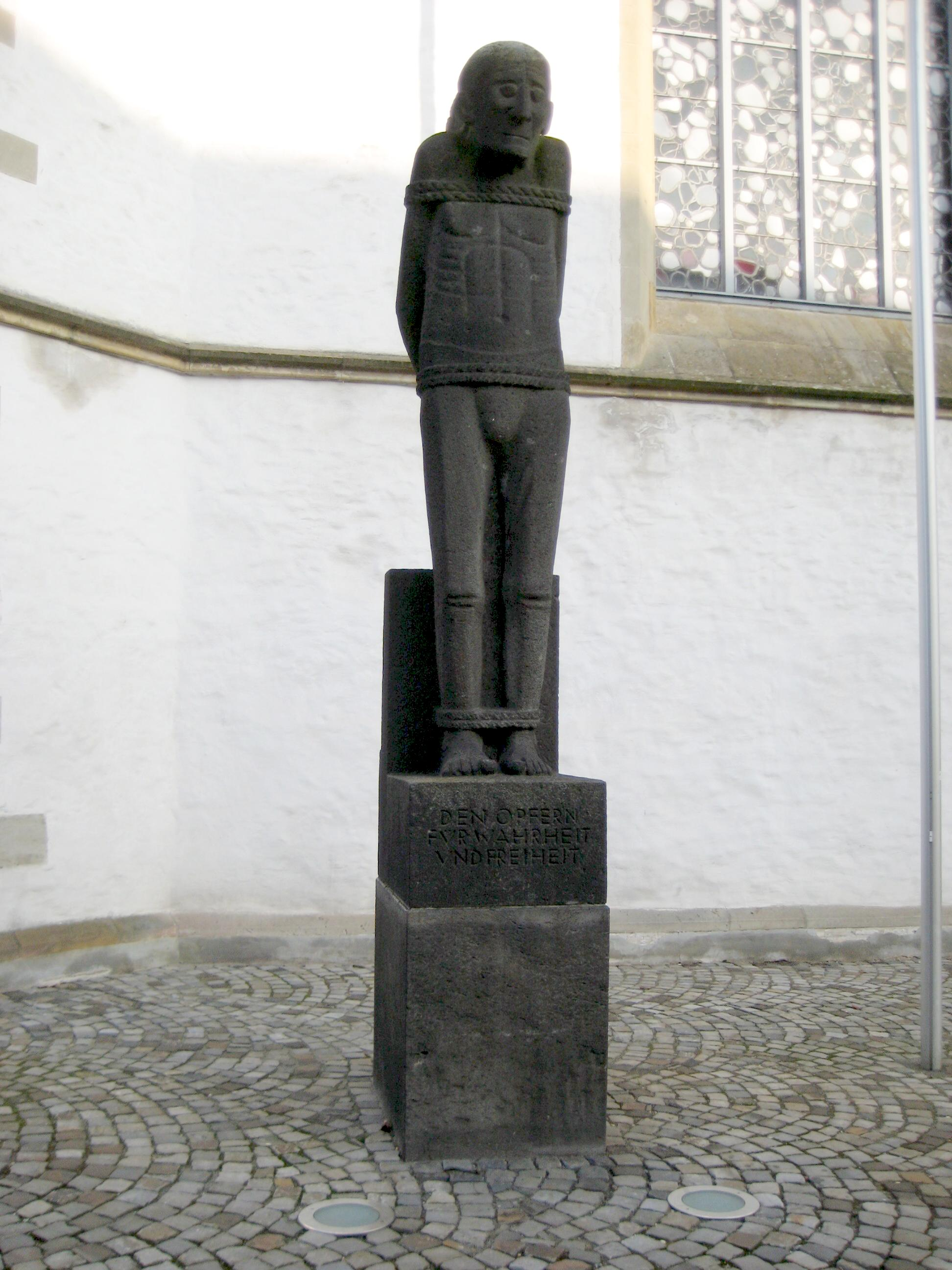
Der Gefesselte (1963/1964)
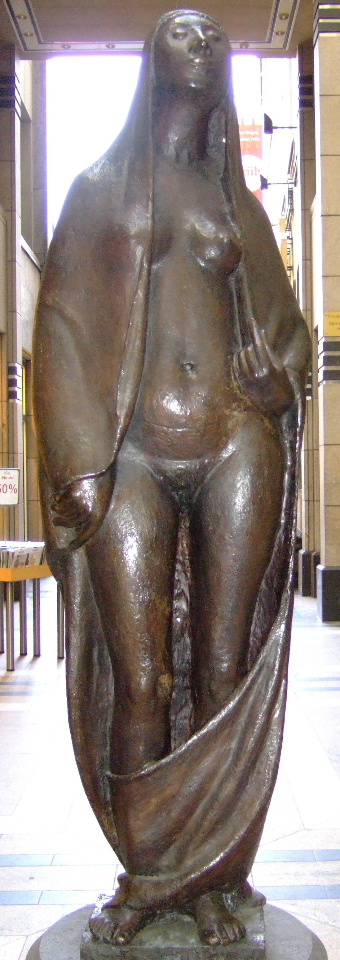
Gaea II (1965)
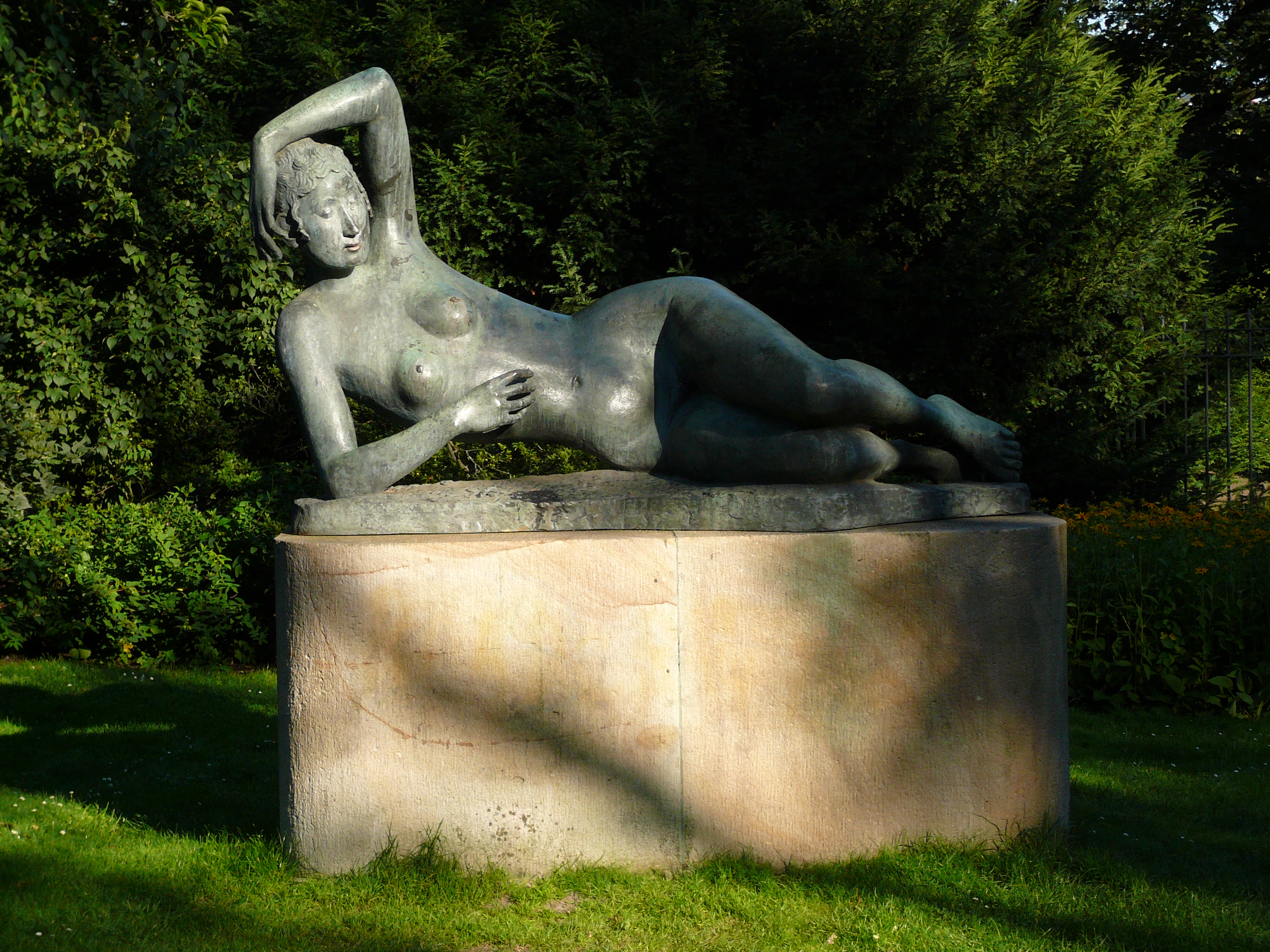
Aegina, Brémy, 1966
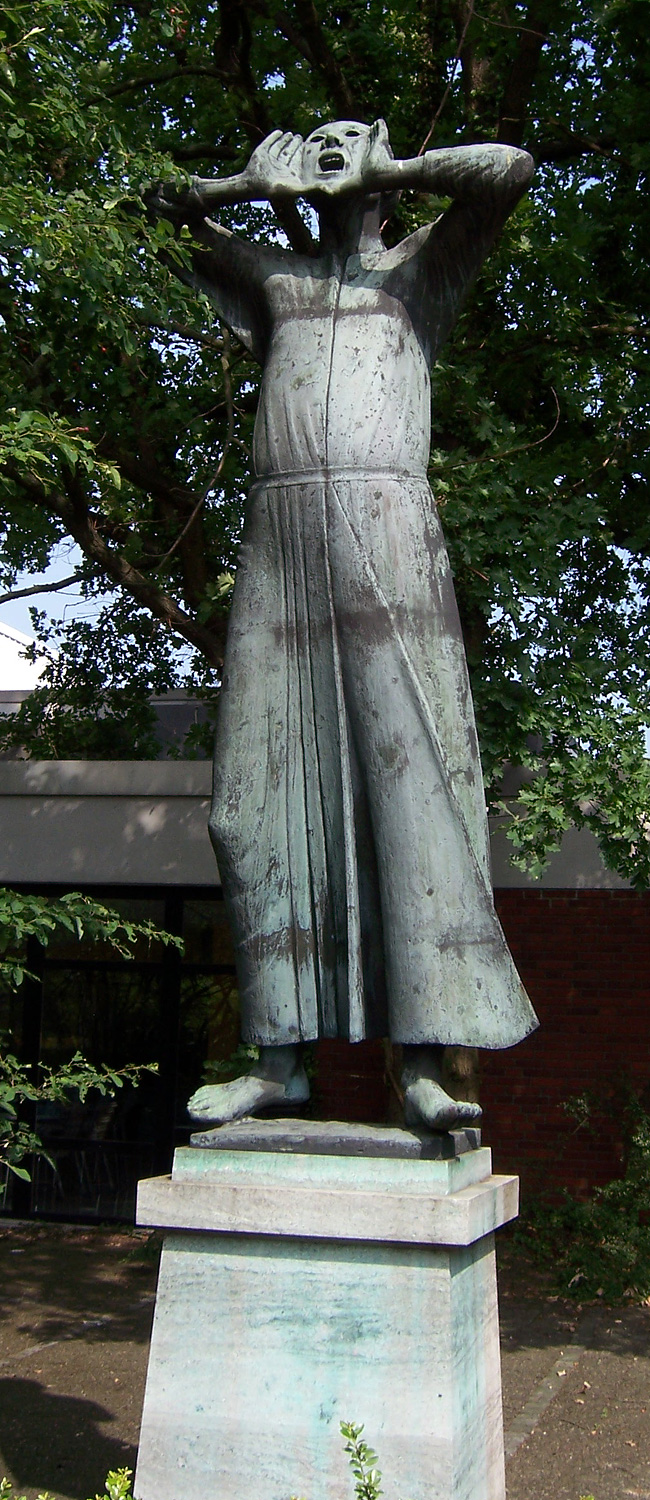
Der Rufer, Brémy (1967)
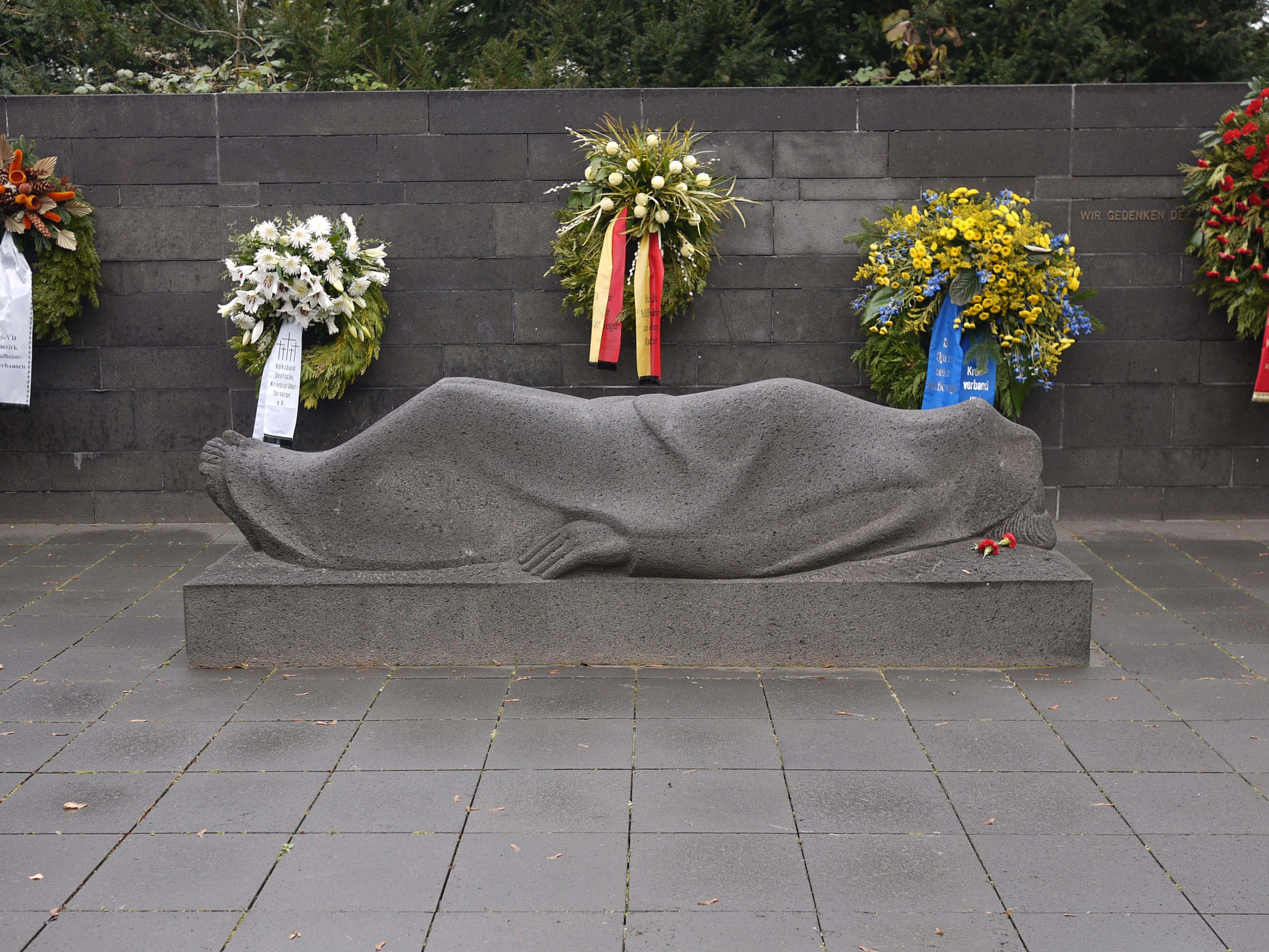
Památník, Mülheim (1968)
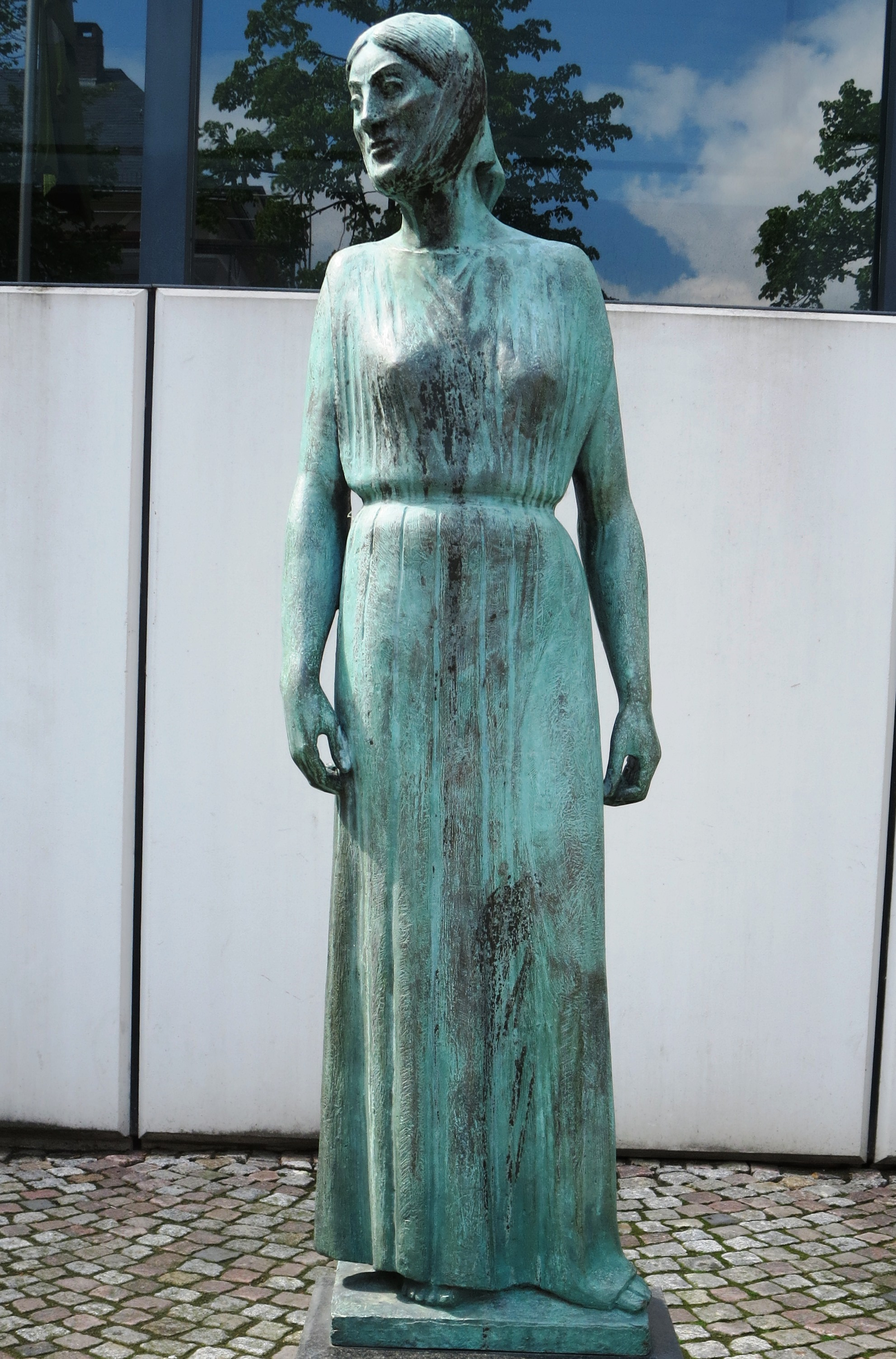
Die Hüterin (1974)
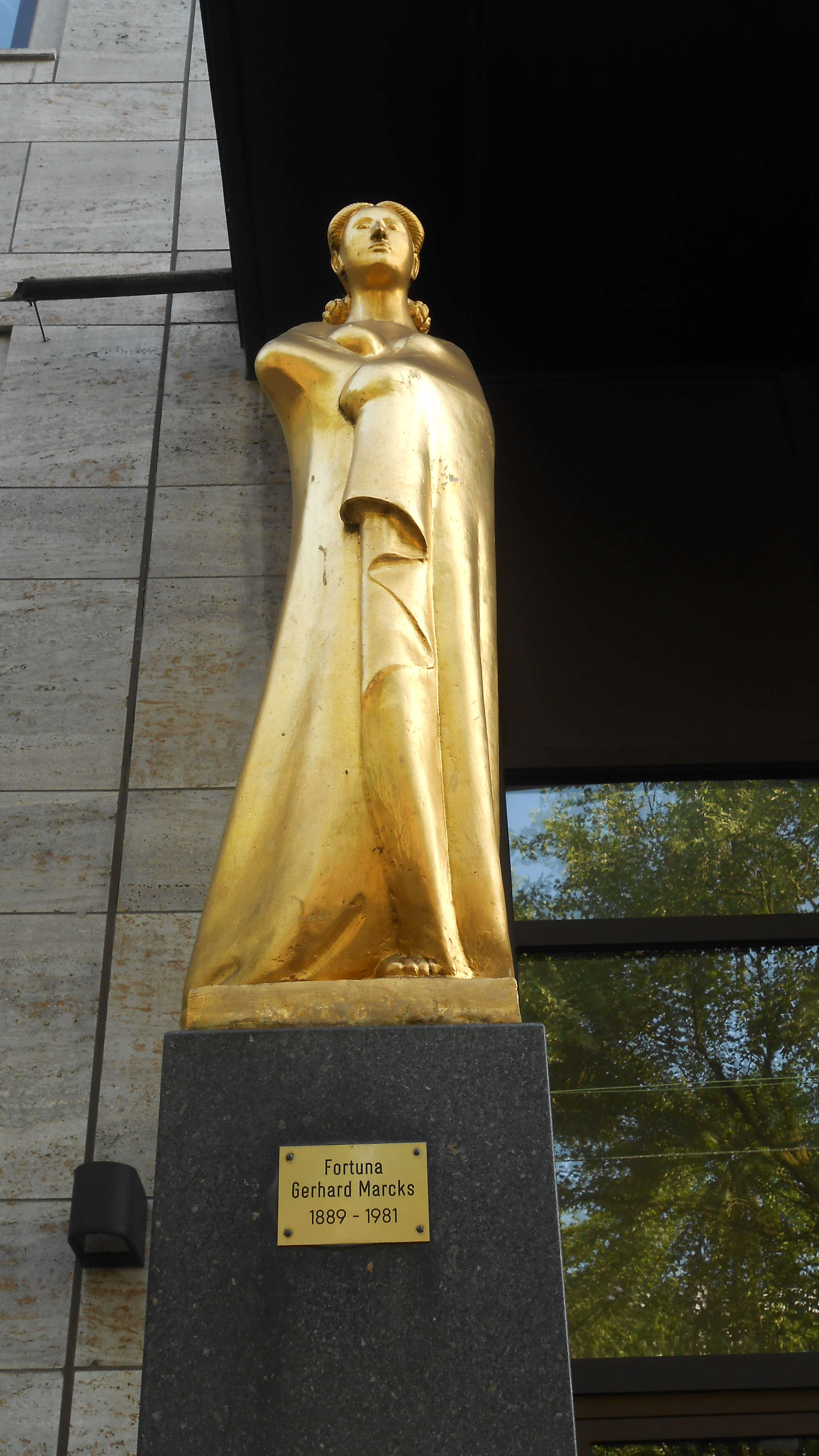
Fortuna před pobočkou Deutschen Bundesbank, Dortmund
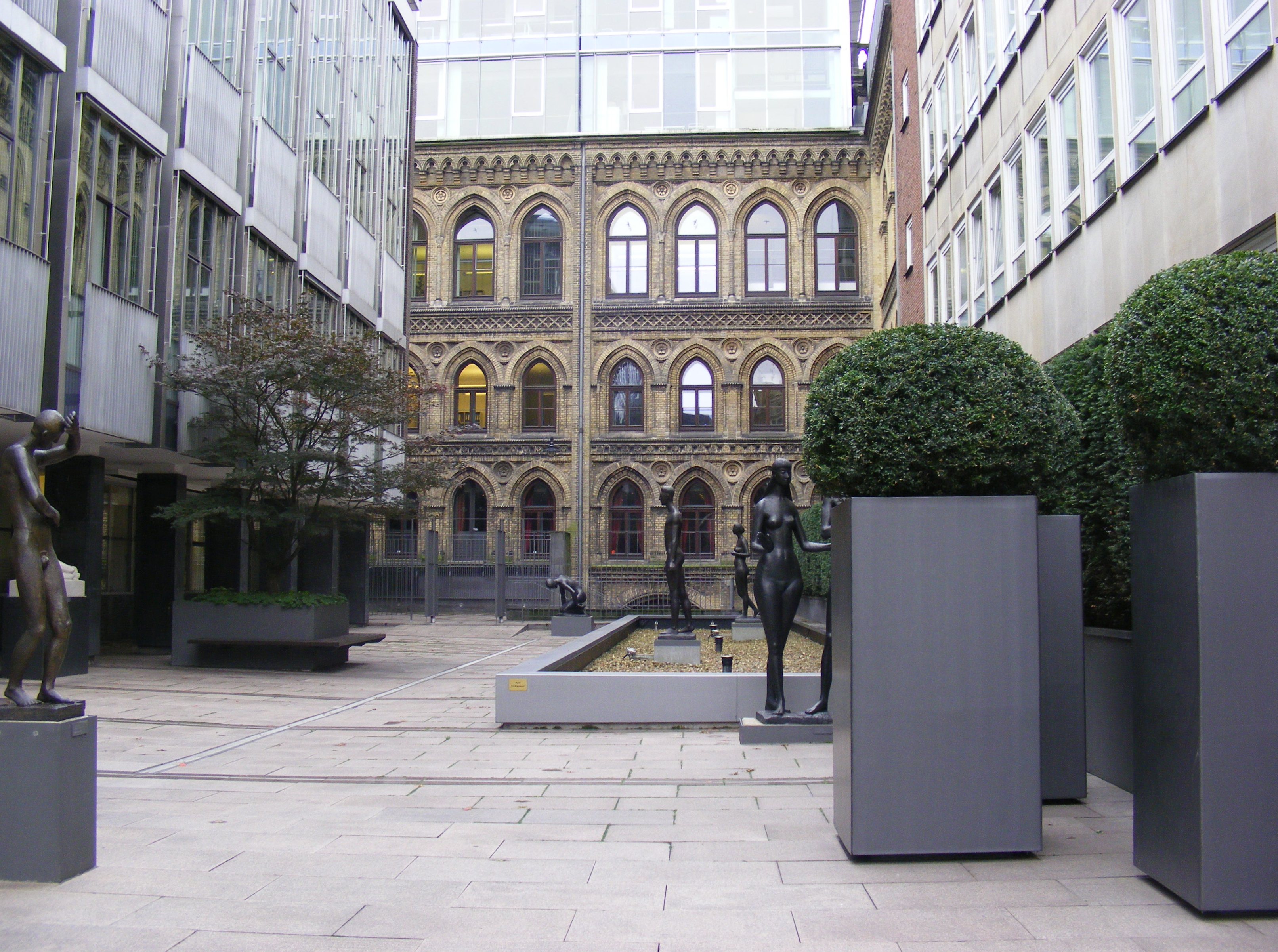
Skulpturengarten, Brémy (1960–1969)